# 85-та паралель північної широти
85-та паралель північної широти — лінія широти, що лежить на 85 градуси північніше земної екваторіальної площини, за Північним полярним колом, в Арктиці. Вона повністю проходить через Північний Льодовитий океан і не перетинає жодну точку суходолу.
На цій широті під час літнього сонцестояння сонце видно 24 години (полярний день), а під час зимового сонцестояння протягом доби триває астрономічна полярна ніч. Це найнижча широта, де спостерігається таке явище.